# СПБУ Україна
СПБУ Україна – самопідіймальна бурова установка, придбана на початку 2010-х українською компанією «Чорноморнафтогаз».

## Загальні відомості
Установку спорудили в 2012 році на сінгапурській верфі Keppel FELS, при цьому на етапі будівництва вона носила позначення B-319 (зазначена верф веде серійне будівництво таких установок «типу B»). В червні 2012-го судно було найменоване «Незалежність», а в грудні 2012-го перейменоване на «Україна». Сінгапурська верф отримала за судно біля 250 млн доларів США, а оголошена НАК «Нафтогаз України» вартість склала біля 400 млн доларів США.
За своїм архітектурно-конструктивним типом судно відноситься до самопідіймальних (jack-up) і має три опори. Воно може працювати в районах з глибинами до 120 метрів та бурити свердловини глибиною 9 км.
Для проведення бурових робіт судну не обов’язково займати місце над устям свердловини, оскільки воно обладнане виносною консоллю – кантилевером. З однієї постановки «Україна» може споруджувати до 12 свердловин.
СПБУ є несамохідною, тому пересування до місця виконання робіт повинне здійснюватись шляхом буксирування.
Судно має майданчик для гелікоптерів розмірами 22х22 метрів, призначений для прийому машин вагою до 12,8 тон.

## Служба судна
У жовтні 2012-го СПБУ Неазалежність провели через Босфор, при цьому для проходження під стамбульськими мостами довелось розібрати опори на частини, а потім провести зворотню операцію у турецькому порту Гіресун.
На початку 2013-го установка пробурила свердловину на Архангельському газовому родовищі, а в другій половині квітня була переведена для буріння на платформі БК-2 Одеського родовища. Відомо, що станом на весну 2019-го на зазначеній платформі існувало 6 свердловин, при цьому щонайменше дві свердловини (№13 та №14) були пробурені вже після російської анексії у 2015 році.
В 2014 році «Чорноморнафтогаз» втратив контроль над СПБУ Україна унаслідок анексії Криму, при цьому росіяни почали іменувати установку СПБУ «Крым-1». Осінню 2016-го вона знаходилась на платформі БК-3 Одеського родовища, яка станом на весну 2019-го мала 3 свердловини (всі пробурені вже після анесії).
Як засвідчують дані геоінформаційних систем, станом на грудень 2021-го транспондер установки знаходився в районі Одеського родовища.